# SWF3
SWF3 war vom 1. Januar 1975 bis zum 23. August 1998 die Popwelle des Südwestfunks (SWF).
Das Programm wurde im Zuge der Fusion des SWF und des Süddeutschen Rundfunks zum Südwestrundfunk (SWR) im August 1998 eingestellt und durch den Nachfolger SWR3 ersetzt.
Zum Verbreitungsgebiet zählte SWF3 außer den beiden SWF-Ländern auch den Raum Köln und das Saarland, die im Wetterbericht stets eigens erwähnt wurden („Die Wettervorhersage für Baden-Württemberg, Rheinland-Pfalz, das Saarland und die Kölner Bucht“) sowie die Reichweite ging auf 94,8 MHz mit 50 kW (Sender Linz am Rhein) bis in die südlichen Niederlande. Auch im Hessischen bis in den Frankfurter Raum hinein sowie im Siegerland und Südsauerland (Kreis Olpe) hatte SWF3 zahlreiche Anhänger. Bis zum 1. April 1980 wurde SWF3 lediglich in Mono über die Senderkette ausgestrahlt, wobei die anderen Radiosender wie SWF1 und SWF2 bereits seit einigen Jahren in Stereo übertrugen. Damit erreichte man eine höhere, störungsfreie Reichweite besonders in den Randgebieten.
Produziert wurde SWF3 im Haus des Hörfunks in Baden-Baden. Genutzt wurde derselbe Sendekomplex 3, aus dem bis August 2006 das Nachfolgeprogramm SWR3 gesendet wurde.
Faktisch war Peter Stockinger während der gesamten 23 Jahre des Bestehens Programmchef. Formal war er nach eigener Aussage Redaktionsleiter der SWF3 Schlussredaktion und wurde am 1. Februar 1989 zum Programmchef ernannt.

## Geschichte

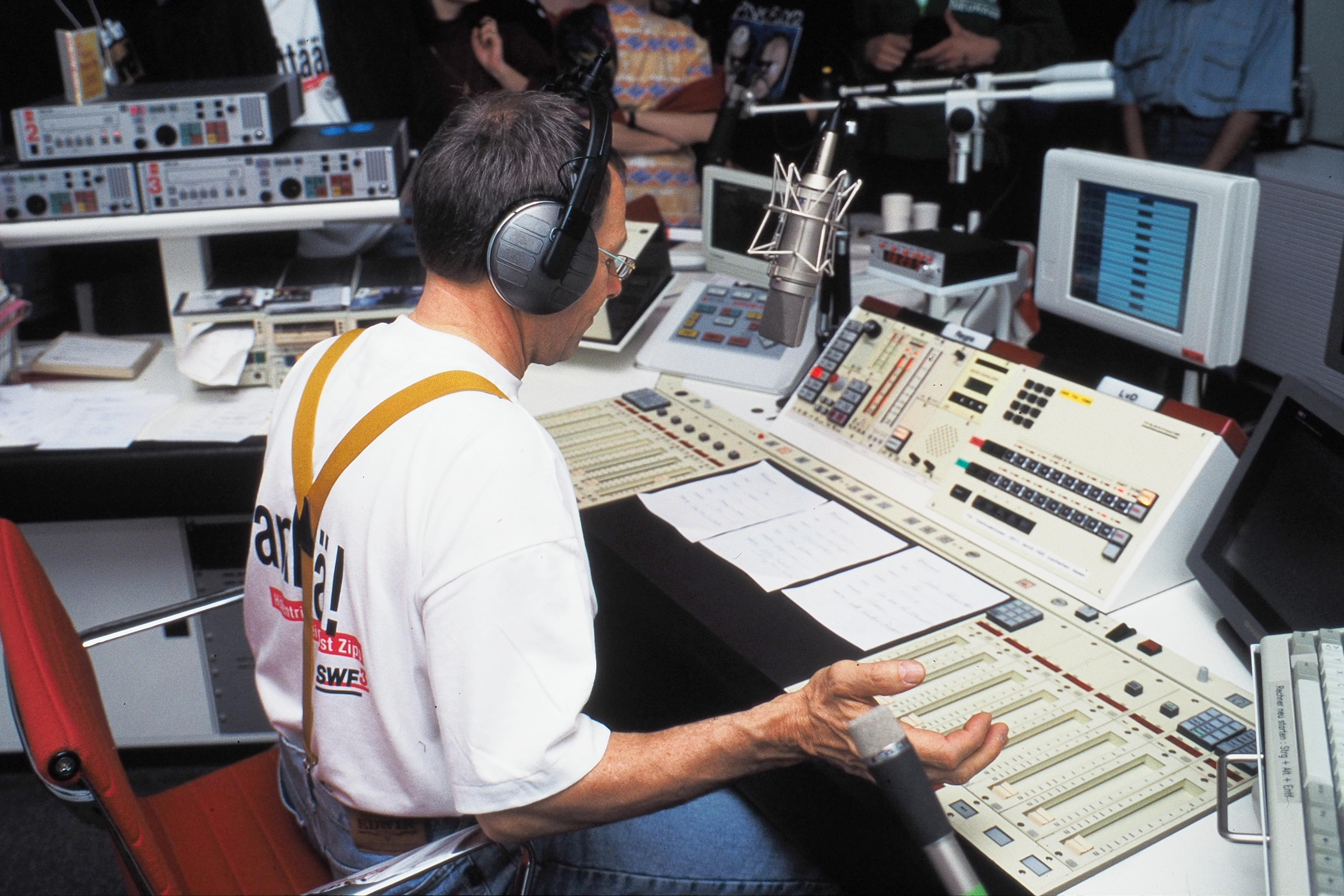
Moderator Ferdinand Keller 1995 im SWF3-Studio

Am 3. August 1964 wurde über UKW das dritte Hörfunkprogramm des Südwestfunks gegründet. Dieses enthielt zuerst Sendungen für ausländische Arbeiter in Deutschland. An Werktagen von 14:00 bis 16:00 Uhr gab es erste Musiksendungen mit den Namen „Stars und Hits -aus Deutschland, -aus Frankreich, -England, -USA, -Italien“, jeden Tag ein anderes Land. Später kamen Schulfunk, Kindersendungen und ab dem 1. Januar 1970 der Pop Shop, eine der populärsten Jugendsendungen im deutschen Hörfunk in der ersten Hälfte der 1970er-Jahre und direkter Vorgänger von SWF3, dazu. Anfangs wurde der Pop Shop von 12:03 bis 15:00 Uhr ausgestrahlt, ab Herbst 1972 ausgeweitet auf 17:00 Uhr. Er bestand genau genommen aus einer Programmfolge von Musiksendungen mit diversen Einzelnamen (wie z. B. „Openhouse“) und sonntags aus Hitparaden (die „Top Ten“) mit deutschen Schlagern und internationaler Popmusik. Das erste, in „Selbstfahrertechnik“ aufgebaute, kleine Studio (Sendekomplex 3) befand sich damals noch im Keller des Funkhauses, war ohne Außenfenster und für heutige Verhältnisse sehr einfach ausgestattet. Zu den ersten Moderatoren zählten der damalige Chefredakteur und „Erfinder“ des Pop Shops Walther Krause, Frank Laufenberg, Guido Schneider und Karlheinz Kögel (der spätere Gründer von Media Control und L’TUR sowie Stifter des Deutschen Medienpreises). Der Pop Shop wurde nach dem Start von SWF3 als einzelne Sendung in das Programm integriert und lief bis 1995.
Zwischen 1975 und 1985 erzielte SWF3 Rekord-Einschaltquoten, die vornehmlich aufgrund der jüngeren Zuhörerschaft erzielt wurden, da es kein vergleichbares Pop-Programm der ARD in Deutschland gab, mit einem unverwechselbaren Moderationsstil, Comedy, Informationen und einer fast durchgängigen Musikrichtung. 
SWF3 zeigte sich sendetechnisch zusehends fortschrittlicher: 1980 stellte der Südwestfunk die UKW-Senderkette auf Stereo-Ausstrahlung um, das Studio war schon länger technisch darauf vorbereitet. 1986, als in den meisten Hörfunkstudios noch Tonbandmaschinen und teilweise auch noch die EMT-Studio-Schallplattenspieler als hauptsächliche Tonquelle dienten, wurden bei SWF3 bereits mehr Titel von CD als von der Schallplatte eingespielt. 1992 folgte die digitale Umrüstung des Studios, das Computerprogramm Radiomax diente als Musik-Beifahrer und bereits ein Jahr später fuhr SWF3 mehr Musik aus dem Radiomax als von der CD. 1997 kamen praktisch die gesamte SWF3-Musik und alle Beiträge aus dem Computer. Schon seit Ende 1995 konnten Musiktitel- und Interpretenangaben im RDS-Radiotext nachgelesen werden. SWF3 konnte auch im Ausland über Kurzwelle (41m-Band, 7265 kHz), gesendet vom Bodenseesender empfangen werden.
Das Programm von SWF3 endete am Sonntag, dem 23. August 1998 um kurz vor 13:00 Uhr mit den Worten „Das war SWF3“ (von Andreas Ernst, Moderator der letzten Sendung). Anschließend wurde eine Woche lang gemeinsam mit SDR 3 eine Hörerhitparade ausgestrahlt, bevor am 30. August SWR3 auf Sendung ging.

## Programm

### Programmelemente
Seinen Kultcharakter erhielt SWF3 durch diverse Comedy-Elemente. Hierzu erdachte und gesprochene Figuren waren: Der norddeutsche Knut Buttnase, der Rheinländer Heinz Schniepelpuhl mit seinem „Öölkännschen“ (Ölkännchen), der steife Leberecht von Trottwitz, der trutschige Akurateur des Südwestfunks Gotthilf Penibel, der „Alternative“ Mathias Müsli, Else Stratmann, Erwin Kubicke, Don Häberle von der Maultaschenkonaekschen, der Börsendiener Strenzel, Hein Piepenbrink (gesprochen vom US-Korrespondenten Gunnar Schulz-Burkel), König Dickbauch, Freddy Flop, Spitz- und Breitmaulfrosch, Frau Vierthaler, Marianne 0/13 oder Taxi Scharia. Ebenso die Radio-Comedy-Serie Feinkost Zipp, deren Floskeln wie „Ist das noch ganz frisch?“ und „Des g’hört so!“, im Sendegebiet gelegentlichen Einzug in die Alltagssprache fanden.
Gerd Leienbach und Michael Bollinger schufen und pflegten das Label Komische Zeiten von SWF3. Einer der Klassiker aus der SWF3-Comicwelt war das Leienbach-Hörspiel Raumstation ARDia mit Knut Buttnase und Heinz Schniepelpuhl in den Hauptrollen. Auch die Figur des „Ruhrpottproleten“ Werner Chibulsky, geschaffen und gesprochen von Andreas Doms, verhalf zur die Popularität des Senders. Filmklassiker, wie u. a. Das Boot, wurden zudem komödiantisch aufbereitet.
Die programmprägende Rolle der Comics, bereits in SWF3-Zeiten ein Kennzeichen der Welle, ist auch ein Merkmal des neuen Senders SWR3, auch deshalb, weil wichtige Autoren wie Michael Wirbitzky, Sascha Zeus, der Stimmenimitator Andreas Müller, Kai Karsten und Stefan Reusch dem Sender die Treue hielten.
1994 startete SWF3 das New Pop Festival, das nach der Fusion von SWR3 weitergeführt wird.

### Programmschema
| Zeit  | Montag                                | Dienstag                              | Mittwoch                   | Donnerstag                            | Freitag                               | Samstag           | Sonntag |
| ----- | ------------------------------------- | ------------------------------------- | -------------------------- | ------------------------------------- | ------------------------------------- | ----------------- | --- |
| 11:05 | ---                                   | ---                                   | ---                        | ---                                   | ---                                   | ---               | Top Ten Deutsch (bis 12:00) |
| 12:03 | Take Off                              | Take Off                              | Take Off                   | Take Off                              | Take Off                              | Take Off          | (12:05) Pop Shop Spezial – Überlange Hörerwünsche                                                                                         |
| 13:00 | SW France                             | Session – Jazz im Pop Shop            | Für wen singen wir?        | Blues Box                             | Country Express                       | Oldtimer          | (13:05) Im Wechsel: Forum / Wer's recht versteht, dem wird es nützen, wer's nicht versteht, den wird es auch nicht schützen / Hallo Stift |
| 13:30 | Nachrichten im Pop Shop               | Nachrichten im Pop Shop               | Nachrichten im Pop Shop    | Nachrichten im Pop Shop               | Nachrichten im Pop Shop               | Oldtimer          | (13:05) Im Wechsel: Forum / Wer's recht versteht, dem wird es nützen, wer's nicht versteht, den wird es auch nicht schützen / Hallo Stift |
| 13:33 | Guido Schneider's Hit Club            | Guido Schneider's Hit Club            | Guido Schneider's Hit Club | Guido Schneider's Hit Club            | Guido Schneider's Hit Club            | Oldtimer          | (13:05) Im Wechsel: Forum / Wer's recht versteht, dem wird es nützen, wer's nicht versteht, den wird es auch nicht schützen / Hallo Stift |
| 14:00 | Tips und Platten                      | Tips und Platten                      | Tips und Platten           | Tips und Platten                      | Tips und Platten                      | (?)               | Top Ten International |
| 14:30 | Infos                                 | Infos                                 | Infos                      | Infos                                 | Infos                                 | (?)               | Top Ten International |
| 14:35 | Tips und Platten (Di inkl. UK Charts) | Tips und Platten (Di inkl. UK Charts) | Die Mittwochsparty         | Tips und Platten (Do inkl. US Charts) | Tips und Platten (Do inkl. US Charts) | (?)               | Top Ten International |
| 15:00 | Open House                            | Open House                            | Die Mittwochsparty         | Open House                            | Open House                            | Facts und Platten | |
| 15:30 | Nachrichten im Pop Shop               | Nachrichten im Pop Shop               | Die Mittwochsparty         | Nachrichten im Pop Shop               | Nachrichten im Pop Shop               | Facts und Platten | |
| 15:33 | Open House                            | Open House                            | Die Mittwochsparty         | Open House                            | Open House                            | Facts und Platten | |
| 16:00 | Kinderfunk                            | Kinderfunk                            | Kinderfunk                 | Kinderfunk                            | Kinderfunk                            |                   | |
| 16:15 | 20 zu 1                               | 20 zu 1                               | 20 zu 1                    | 20 zu 1                               | 20 zu 1                               |                   | |
| 16:56 | Nachrichten im Pop Shop               | Nachrichten im Pop Shop               | Nachrichten im Pop Shop    | Nachrichten im Pop Shop               | Nachrichten im Pop Shop               |                   | |
| 17:00 | Ende des Pop Shop                     | Ende des Pop Shop                     | Ende des Pop Shop          | Ende des Pop Shop                     | Ende des Pop Shop                     |                   | |
| 21:00 | ---                                   | ---                                   | ---                        | ---                                   | LP-Hitparade (bis 22:00)              |                   | |

| Zeit  | Montag bis Freitag                    | Samstag                               | Sonntag                               |
| ----- | ------------------------------------- | ------------------------------------- | ------------------------------------- |
| 0:05  | Lollipop                              | Lollipop                              | Lollipop                              |
| 4:05  | Popfit                                | Popfit                                | Popfit                                |
| 6:05  | Litfaßwelle                           | Litfaßwelle                           | Litfaßwelle                           |
| 9:05  | Funkboutique                          | Funkboutique                          | Flohmarkt                             |
| 12:05 | Extra Drei Alle Top-Stories des Tages | Extra Drei Alle Top-Stories des Tages | Extra Drei Alle Top-Stories des Tages |
| 13:05 | Musikbox                              | Musikbox                              | Musikbox                              |
| 15:05 | Radiokiosk                            | Sport-Report                          | Radiokiosk (Elmi-Show)                |
| 16:05 | Radiokiosk                            | Sport-Report                          | Sport-Report                          |
| 17:30 | Radiokiosk                            | Sport-Report                          | Pop Shop (Hörer-Charts)               |
| 18:05 | Pop Shop                              | Pop Shop                              | Pop Shop (Hörer-Charts)               |
| 21:05 | Radioclub                             | Radioclub                             | Radioclub (Oldie-Show)                |

| Zeit  | Montag bis Freitag | Samstag       | Sonntag                         |
| ----- | ------------------ | ------------- | ------------------------------- |
| 0:05  | Lollipop           | Lollipop      | Lollipop                        |
| 5:05  | On                 | On            | On                              |
| 9:05  | Zipp               | Zapp          | Zapp                            |
| 12:05 | Extra Drei         | Extra Drei    | Extra Drei                      |
| 13:05 | Box                | Box           | Box                             |
| 15:05 | Mack               | Mack weltweit | Mack oder Elmi-Show             |
| 18:05 | Mack               | Mack weltweit | Elch Open (ab 1997 Elch-Charts) |
| 19:05 | Äxx                | Äxx-M         | Elch Open (ab 1997 Elch-Charts) |
| 21:05 | Äxx                | Äxx-M         | Yesterhits mit Klaus Schürholz  |

### Lollipop

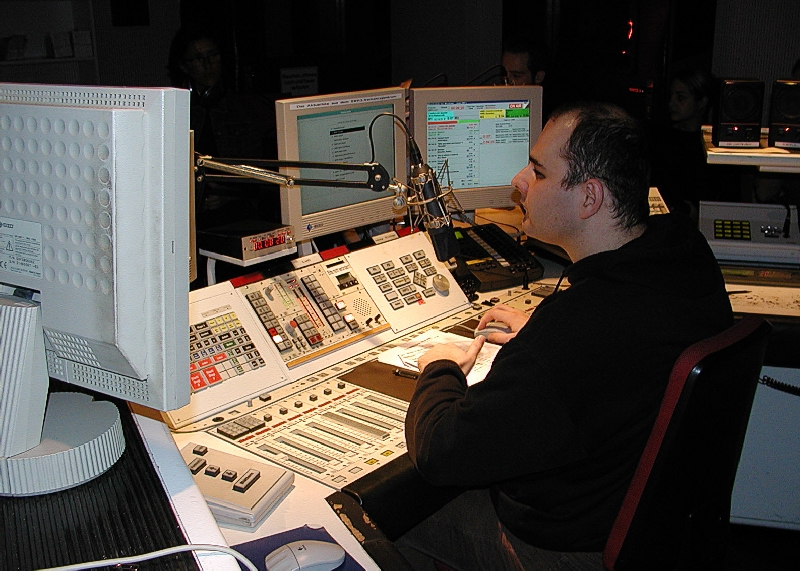
Moderator Stefan Scheurer im Baden-Badener Studio, aus dem SWF3 zuletzt sendete

Die Nachtsendung Lollipop war eine der erfolgreichsten und meistgehörten Nachtsendungen im deutschen Radio. Zunächst war die Sendung lediglich der SWF-Beitrag zum ARD-Nachtrock einmal wöchentlich. In den übrigen Nächten wurde auch bei SWF3 das gemeinsame ARD-Nachtprogramm ausgestrahlt. Nach dem flächendeckenden Start von Privatradio in Baden-Württemberg stieg SWF3 im Dezember 1987 als erste ARD-Welle aus dem bisherigen Konzept aus. Stattdessen wurde mit Lollipop die Nachtlücke geschlossen und durchgängig 24 Stunden am Tag ein eigenes Programm gestaltet. Gleichwohl war die Sendung weiterhin am bisherigen Termin Geberwelle von ARD-Nachtrock (später: ARD-Popnacht) und damit deutschlandweit zu hören.
Zudem übernahmen ab 1989 einige ARD-Wellen SWF3 Lollipop jede Nacht anstelle des ARD-Nachtprogramms, darunter Bayern 3, SDR 3 und die Hansawelle von Radio Bremen. NDR 2 übernahm Lollipop einige Zeit lang jeweils zwischen 2:00 und 4:00 Uhr.
In Lollipop wurde auch das sogenannte C-Team (Anke Engelke und Kristian Thees) geboren.

## Trivia
Der Schwarzwaldelch, der das Markenzeichen von SWF3 wurde, entstand aus einem Puppenstimmenmodul — in diesem Fall einer Dose, die Möh machte, wenn man sie umdrehte. Der Elch wurde zum Moderationspartner von Gerd Leienbach in der Morgensendung SWF3-Litfasswelle und ist auch in SWR3-Zeiten die bekannteste und beliebteste Figur, deren Name sich mit dem Popradio verbindet.
Mitarbeiter oder die Studios von SWF3 waren Thema in mehreren Folgen des „Tatort“, die vom Südwestfunk produziert wurden. In der Folge Tod im All aus dem Jahr 1997 spielt die Welle eine bedeutende Rolle: Ermittelt wird wegen des Todes einer SWF3-Reporterin, anschließend wird mit Hilfe einer Moderatorin (Anke Engelke, die sich selbst spielt) der Mordfall aufgeklärt. Weite Teile des Films wurden in den SWF3-Studioräumen in Baden-Baden gedreht.

## Ehemalige Moderatoren
- Michael Bollinger
- Regina Beck
- Detlef Budig
- Markus Brock
- Rainer Cabanis
- Dirk Chatelain
- Thomas Deicke
- Norbert Diener
- Andreas Doms
- Mathias Ebel
- Christoph Eichhorn
- Anke Engelke
- Andreas Ernst
- Karl Ewald
- Walter Fuchs
- Roby Gierer
- Christian Gramsch
- Sigi Harreis
- Helge Haas
- Michael Haas
- Gunter Haug
- Elke Heidenreich
- Thomas Heyer
- Stefan Hoyer
- Elmar Hörig
- Gerold Hug
- Gerhard Irmler
- Ken Janz
- Kai Karsten
- Judith Kauffmann
- Leska Kaufmann
- Ferdinand Keller
- Claus Kleber
- Karlheinz Kögel
- Walther Krause
- Christoph Lanz
- Frank Laufenberg
- Gerd Leienbach
- Marcus Lorenz
- Annett Lorisz
- Patrick Lynen
- Matthias Matuschik
- Ian McConnachie
- Bernd Mohrhoff
- Andreas Müller
- Markus Nolten
- Thorsten Otto
- Jörg Pelzer
- Frank Plasberg
- Ansgar Rau
- Rolf Reinlaßöder
- Michael Reufsteck
- Sabine Rieker
- Stefan Scheurer
- Harald Schmidt
- Woomy Schmidt
- Guido Schneider
- Bernd Schumacher
- Walter Schumacher
- Marcus Schuler
- Gunnar Schultz-Burkel
- Klaus Schürholz
- Evelyn Seibert
- Caroline Sendele
- Hubertus Seyffardt
- Christian Sievers
- Michael Spleth
- Jochen Stöckle
- Steffen Sturn
- Kristian Thees
- Stefanie Tücking
- Ute Verhoolen
- Lothar Walser
- Ute Welty
- Jörg Welschehold (Extra Drei)
- Christine Westermann
- Michael Wirbitzky
- Peter Zudeick
- Sascha Zeus
- Wolfgang Zinke